# Cape Canaveral Space Force Station
Cape Canaveral Space Force Station er det amerikanske militærs rumaffyringsstation på østkysten. Komplekset ligger på Cape Canaveral i Florida ved siden af NASAs affyringskompleks John F. Kennedy Space Center.
Området blev fra 1949 brugt af militæret til testaffyringer af missiler. Senere blev det stedet hvor det amerikanske rumprogram tog sin begyndelse. Efter stiftelsen af NASA i 1958 fungerede det stadig som affyringsstation for NASA, og de tidlige bemandede rumflyvninger blev afsendt herfra. Senere blev bl.a. rumsonderne Voyager 1 og 2 affyret herfra. Derudover er en lang række satellitter blevet affyret fra centret, som stadig står for afffyringen af Delta IV og Atlas V raketterne.